# 780

## Nașteri
- Al-Khwarizmi (n. Abu Abdullah Muhammad bin Musa al-Khwarizmi), savant, astronom, astrolog, matematician și scriitor persan (d. 850?)

## Decese
- 8 septembrie: Leon al IV-lea Hazarul, împărat bizantin (n. 750)